# Jacques-Louis Hénon
Pour les articles homonymes, voir Hénon.
Jacques-Louis Hénon (31 mai 1802 à Lyon - 28 mars 1872 à Montpellier) est un médecin, botaniste et homme politique français.

## Biographie

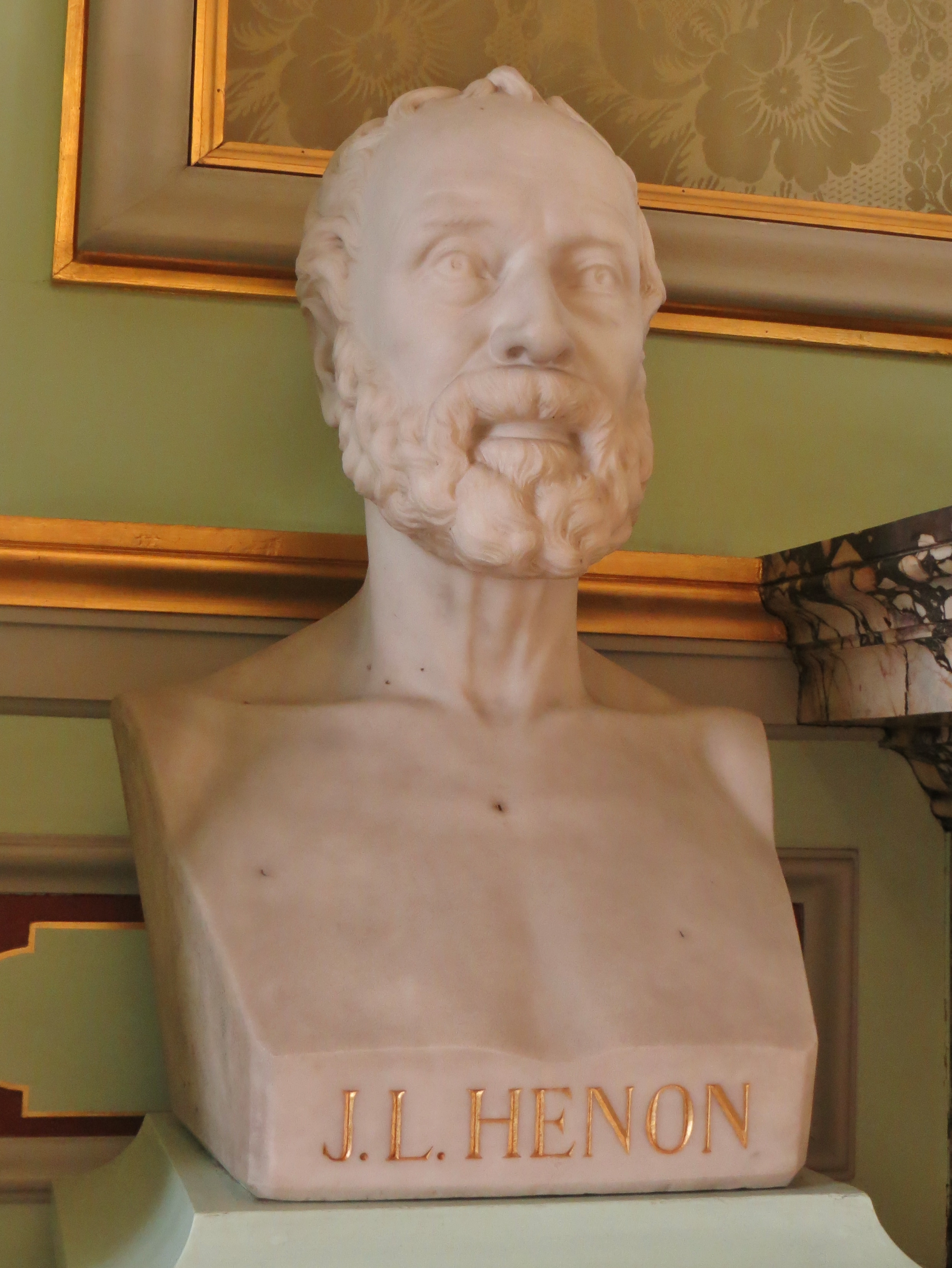
Buste de Jacques-Louis Hénon à l'Hôtel de Ville de Lyon.

Jacques-Louis est le fils de Jacques-Marie Hénon, vétérinaire, sous-directeur de l'École vétérinaire de Lyon. Après des études de médecine à Montpellier, il s'établit en 1841 à la Guillotière, où il s'occupe des pauvres. Comme son père, mort quand il n'avait que 7 ans, il est reçu membre de l'Académie de Lyon. En 1843, il devint conseiller municipal de la Guillotière. Membre de l'opposition libérale sous Louis-Philippe, il participe en républicain aux évènements de 1848 et à l'élection de 1851.
Sous le Second Empire, il se présente à la Croix-Rousse et est élu député  du Rhône (de 1852 à 1869). Un des rares députés républicains, il intervient sur des questions locales — comme le retour à une municipalité élue à Lyon. 
En 1868, il participe à la fondation du journal L'Électeur libre, qu'il dirige quelques mois en 1868/69.
Lors de la proclamation de la Troisième République à Lyon, il est un des membres modérés du Comité de Salut Public qui s'installe à l'Hôtel de Ville. Pour parer aux menées révolutionnaires qui se développent en ville, le préfet organise en toute hâte des élections municipales. Hénon est élu maire de Lyon du 15 septembre 1870 à mars 1872, avec à ses côtés Désiré Barodet et Antoine Gailleton. Entré en fonction le 21 septembre, il doit faire face à l'insurrection ouvrière du 28 septembre, fomentée par Bakounine spécialement venu de Genève, puis à l'émotion soulevée par la mort du Commandant Arnaud, puis à une Commune de Lyon qui avorte bientôt. Il s'en tire par la conciliation, ce qui lui vaut les félicitations d'Adolphe Thiers, mais lui aliène ses électeurs. Malade du cœur, il délègue de plus en plus ses fonctions à Désiré Barodet, et meurt rapidement en plein mandat, le 28 mars 1872.

## Hommages
Une rue et une station de métro portent son nom à la Croix-Rousse, quartier de Lyon.
Le genre de plantes Henonia Moq. (1849), de la famille des Amaranthaceae, lui est dédié.